# Ара Маргос
Ара Маргос е български археолог от арменски произход. Изследванията му са в областта на палеолитните и мезолитните култури и техните оръдия на труда в Североизточна България. В района на Побитите камъни Ара Маргос събира и описва над 12 000 мезолитни сечива и отцепи, свидетелстващи за живота през Х – VIII хил. пр. Хр. В продължение на дълги години Ара Маргос е археолог в Девня, зачислен към Варненския Археологически музей.

## Творчество
Повечето от публикациите на Ара Маргос са в изданието „Известия на Варненския народен музей“. Автор е и на книгите:
- Чудната каменна гора, стр. 35, Държавно издателство, Варна 1960;
- Хората от наколните жилища, съавтор Стойчо Савов, Изд. Народна просвета, 1969;
- Провадия, стр. 54, Изд. Медицина и физкултура 1981;
- Варненските езера, стр. 54, Изд. Медицина и физкултура 1987;
- Побитите камъни, Изд. Славена, стр. 24, Варна, ISBN:9545791543.